# Return from Mecca
Return from Mecca è il terzo album del gruppo hip hop statunitense X Clan, pubblicato nel 2007. L'album segna il ritorno degli X Clan sulla scena dopo 15 anni dall'ultimo sforzo.
| Recensione | Giudizio |
| ---------- | -------- |
| AllMusic   | positivo |
| RapReviews | [ 2 ]    |

## Tracce
1. X-Clan Album Intro – 1:41 (musica: DJ Fat Jack)
2. Aragorn – 3:31 (musica: Quazedelic)
3. Voodoo (featuring RBX & Quazedelic) – 4:25 (musica: DJ Khalil)
4. Hovercraft – 0:22
5. Why You Doin' That – 3:20 (musica: Bean One)
6. Weapon X – 2:55 (musica: Ultraman)
7. Speak the Truth (featuring KRS-One) – 5:27 (musica: Jake One)
8. Positrons – 2:45 (musica: Quazedelic)
9. Mecca (featuring Jah Orah) – 3:14 (musica: Quazedelic)
10. Prison (featuring Christian Scott) – 4:20 (musica: Proh Mic)
11. Atonement (featuring Jah Orah) – 3:48 (musica: DJ Fat Jack)
12. Brother, Brother (featuring DJ Quik) – 2:30 (musica: DJ Quik)
13. Funky 4 You (featuring Chali 2na) – 4:33 (musica: Quazedelic)
14. Self Destruct – 3:47 (musica: J Thrill)
15. Space People (featuring Quazedelic) – 4:22 (musica: Quazedelic)
16. Trump Card (featuring Hannah Barbera) – 3:39 (musica: ACL, DJ Fat Jack & P-Nice)
17. To the East (featuring YZ & Abstract Rude) – 3:50 (musica: DJ Fat Jack)
18. Locomotion (featuring Daddy X, Tri State & Kottonmouth Kings) – 4:11 (musica: Proh Mic)
19. Americans (featuring Jacoby Shaddix) – 3:02 (musica: Patrick P-Nice Shevelin)
20. 3rd Eyes On Me (featuring Tri State) – 2:40 (musica: DJ Khalil)
21. Culture United (featuring Damian Marley) – 3:56
22. Respect (traccia nascosta featuring Tech N9ne) – 4:13